# Nantoin
Nantoin est une ancienne commune française située dans le département de l'Isère en région Auvergne-Rhône-Alpes. Depuis le 1er janvier 2019, elle est une commune déléguée de Porte des Bonnevaux.

## Géographie
Nantoin se situe à flanc de coteaux dans la forêt des Bonnevaux. Dominant la plaine du Liers. La forêt occupe 50 % de la superficie communale. Nantoin comprend 10 étangs (Petit Étang, Mucillor, Malymorte, Eau Noire, la Grande Chaume, Roux, Orgières, Charlin, Rif Blanc et Girard) tous situés dans la forêt des Bonnevaux.

## Toponymie
« Nantoin » vient du mot « nant » qui signifie « ruisseau ». C'est ici que la Gère prend sa source. Lieu de culte gaulois à la déesse Nanto-suelta.

## Histoire
En 1927, la commune défraye le chronique à l'occasion du Mystère de Nantoin :  le 2 décembre meurt d'un coup de fusil de chasse l'ancien maire Louis Crétinon et disparaît Paul Berrier (jeune marié de 27 ans). Le meurtrier ne sera jamais arrêté ,.
Le 1er janvier 2019, la commune fusionne avec Arzay, Commelle et Semons pour former la commune nouvelle de Porte des Bonnevaux dont la création est actée par un arrêté préfectoral du 11 octobre 2018.

## Politique et administration
| Période                                  | Période          | Identité                | Étiquette | Qualité  |
| ---------------------------------------- | ---------------- | ----------------------- | --------- | -------- |
| avant 1973                               | ?                | M. Paul Beck            | MR-DVD    |          |
| mars 2001                                | mars 2014        | M. Paul Pailloud        | SE        |          |
| mars 2014                                | 31 décembre 2018 | M. Jean-Claude Cretinon | SE        | Retraité |
| Les données manquantes sont à compléter. |                  |                         |           |          |

## Démographie
L'évolution du nombre d'habitants est connue à travers les recensements de la population effectués dans la commune depuis 1793. Pour les communes de moins de 10 000 habitants, une enquête de recensement portant sur toute la population est réalisée tous les cinq ans, les populations de référence des années intermédiaires étant quant à elles estimées par interpolation ou extrapolation. Pour la commune, le premier recensement exhaustif entrant dans le cadre du nouveau dispositif a été réalisé en 2007.

En 2016, la commune comptait 472 habitants, en évolution de +7,52 % par rapport à 2010 (Isère : +3,07 %, France hors Mayotte : +2,11 %).
| 1793 | 1800 | 1806 | 1821 | 1831 | 1836 | 1841 | 1846 | 1851 |
| ---- | ---- | ---- | ---- | ---- | ---- | ---- | ---- | ---- |
| 487  | 515  | 579  | 540  | 570  | 573  | 594  | 577  | 616  |

| 1856 | 1861 | 1866 | 1872 | 1876 | 1881 | 1886 | 1891 | 1896 |
| ---- | ---- | ---- | ---- | ---- | ---- | ---- | ---- | ---- |
| 550  | 485  | 484  | 502  | 469  | 473  | 462  | 424  | 400  |

| 1901 | 1906 | 1911 | 1921 | 1926 | 1931 | 1936 | 1946 | 1954 |
| ---- | ---- | ---- | ---- | ---- | ---- | ---- | ---- | ---- |
| 360  | 342  | 339  | 302  | 285  | 274  | 261  | 247  | 249  |

| 1962 | 1968 | 1975 | 1982 | 1990 | 1999 | 2006 | 2007 | 2012 |
| ---- | ---- | ---- | ---- | ---- | ---- | ---- | ---- | ---- |
| 268  | 233  | 214  | 273  | 300  | 321  | 402  | 414  | 443  |

| 2016 | - | - | - | - | - | - | - | - |
| ---- | - | - | - | - | - | - | - | - |
| 472  | - | - | - | - | - | - | - | - |

## Culture locale et patrimoine

### Lieux et monuments

#### Lemoulin de Nantoin
Le moulin à eau de Nantoin, du XIXe siècle, est doté par la famille Reypin d’une roue à augets métallique, de 10 mètres de diamètre sur 1 mètre de largeur ; il s’agit d'une des plus grandes roues conservées en France ce qui lui vaut d'avoir été pour partie classé et pour partie inscrit  au titre des monuments historiques par arrêté du 3 mars 1997. Le système hydraulique comprenant la grande roue et l'ensemble du dispositif qui l'accompagne fait l'objet du classement, tandis que la retenue et l'adduction d'eau au moulin du système hydraulique  font l'objet d'une inscription partielle. Propriété privée accessible au public (fléchage pour parking et chemin pour se rendre à la réserve du moulin)possibilité de visite en contactant le propriétaire

#### Autres monuments notables
- l'église Saint-Martin de Nantoin
- la maison Royon, du XIIIe siècle
- le lavoir de Bonnafond
- le lavoir du Rivier

### Patrimoine naturel
Avec une importante surface boisée (forêt des Bonnevaux) et un grand nombre d'étangs, Nantoin compte une des plus grandes populations d'Odonata de la région. Elle abrite aussi une grande diversité d'oiseaux d'eau, comme le Héron pourpré ou le Blongios nain.
La forêt de Nantoin (comme l'ensemble des Bonnevaux) est classée en ZNIEFF.

### Personnalités liées à la commune
- Ninon Vallin a passé toute son enfance au village[10]
- En septembre 1523, le connétable de Bourbon déguisé en serviteur et déclaré traître au royaume de France, se restaure avec ses compagnons de fuite dans une auberge de Nantoin. Son complice Pompérant garde son sang-froid et nie toute participation à cette trahison. Les hommes atteindront Besançon début octobre après une errance de plusieurs semaines.

### Héraldique
|  | Nantoin possède des armoiries dont l'origine et le blasonnement exact ne sont pas disponibles. |